# Univerzita Cuda
Univerzita Cuda (Tsuda University, 津田塾大学 Cudadžuku daigaku) je soukromá ženská univerzita v Kodaira v Tokiu. Jedná se o jednu z nejstarších a nejprestižnějších vzdělávacích institucí pro ženy v Japonsku, která po více než století výrazně přispívá k rozvoji žen ve společnosti.

## Historie
V roce 1900 pedagožka Umeko Cuda založila Ženský institut anglických studií (女子英学塾, Džoši eigaku džuku) v Kódžimači v Tokiu. Motivací pro založení školy byla nedostatečná kvalita výuky na veřejných středních školách pro dívky, které byly kvalitou výuky srovnatelné s druhým stupněm základní školy pro chlapce. Dalším důvodem byl odklon od majoritního proudu ve vzdělávání japonských žen, který dívky vedl v duchu nacionalistické politiky spíše k tradičním hodnotám patriarchální společnosti a ideálu „Poslušná žena, moudrá manželka”. Cuda zastávala přesvědčení, že vzdělání by se mělo zaměřovat na individuální inteligenci a osobitost a snažila se mladé ženy vést k samostatnosti a emancipovanosti, aby nemusely být ekonomicky závislé na mužích.
Dívčí škola byla ve svém počátku velmi skromná, nacházela se ve velmi malých prostorách a měla pouze 10 studentek. Provoz školy byl financován především z darů od podporovatelů ze Spojených států. Po dvou letech počet studentek přesáhl 50 čímž přestala dostačovat kapacita školy, proto byly v roce 1903 přistavěny nové prostory, k nimž patřil i tenisový kurt. V roce 1904 byla škola uznána ministerstvem školství jako profesionální škola. Od roku 1905 měla škola výjimku ze státních zkoušek pro získání licence pro výuku angličtiny. Toto privilegium měla jako jediná ženská škola v zemi po dalších osmnáct let. Cuda vedla studium tak, aby nebylo pouze prakticky a kariérně orientované, ale aby otevřelo ženám svět vzdělání a vedlo ke zlepšení jejich postavení ve společnosti.
V roce 1922 již prostorové kapacity školy přestávaly vyhovovat, což vyústilo koupí pozemku pro výstavbu nového kampusu v Kodaira. O rok později Tokio zasáhlo ničivé zemětřesení, po němž následoval požár, kdy budova školy vyhořela do základů. Po dvou letech se díky sponzorům ze Spojených států a Japonska podařilo shromáždit částku 500 000 dolarů na výstavbu nového kampusu v Kodaira, který byl dokončen v roce 1931. Umeko Cuda zemřela v roce 1929. V roce 1933 bylo na její počest jméno školy změněno na 津田英学塾 Cuda eigaku džuku. Později se změnilo na Cudadžuku senmon gakkó a nakonec v roce 1948 na Cudadžuku daigaku (Univerzita Cuda).
V dubnu 2017 byla škola přejmenována do angličtiny na Tsuda University. Sestává ze dvou fakult:
- Fakulta svobodných umění v kampusu Kodaira, Tokio
- Fakulta politických studií v kampusu Sendagaja, Tokio[2]

## Absolventky
- Taki Fudžita – 4. rektorka Univerzity Cuda
- Nacuko Toda
- Juki Kadžiura

## Profesorky
- Umeko Cuda
- Anna Cope Hartshorne
- Miči Kawai
- Elizabeth Gray Vining